# George Moore (pentatleta)
George Moore   (Saint Louis, 6 d'octubre de 1918 - 4 de juliol de 2014) va ser un pentatleta modern estatunidenc que va competir durant la dècada de 1940.
El 1948 va prendre part en els Jocs Olímpics d'Estiu de Londres, on guanyà la medalla de plata en la competició del pentatló modern.
Va estudiar a West Point. Durant la Segona Guerra Mundial va ser ferit i va rebre un Cor Porpra, dues medalles d'estrella de Bronze i la Legió del Mèrit. Posteriorment fou professor a West Point fins al 1965.